# W21H
W21H（だぶりゅーにーいちえいち）は、日立製作所によって開発され、2004年3月26日に発売したauブランドを展開するKDDIおよび沖縄セルラー電話のCDMA 1X WINの携帯電話である。

## 特徴
WIN初のメガピクセルカメラ搭載し、着うたに対応する。しかし、EZアプリやEZチャンネル、EZナビウォーク(なお、GPS機能やEZナビには対応しているが、EZナビはブラウザから利用する形となっていた)には未対応であるためエントリーモデルの位置づけの携帯電話である。前モデルW11Hで搭載していたプロセッサ「SH-Mobile」やマナーモードなどの切り替えが出来る「気くばりスイッチ」の搭載も見送られた。
デザインや操作性などがカシオ製のA5401CAに類似しているが、日立の開発者によれば、あくまで日立製であると述べるとともに、カシオの関与も否定せず、いち早く製品化する為にある程度妥協した点があることを明かしている。なお、W21Hはカシオ日立モバイルコミュニケーションズとしての合弁事業に移行する前の製品である。